# سعید محسنی

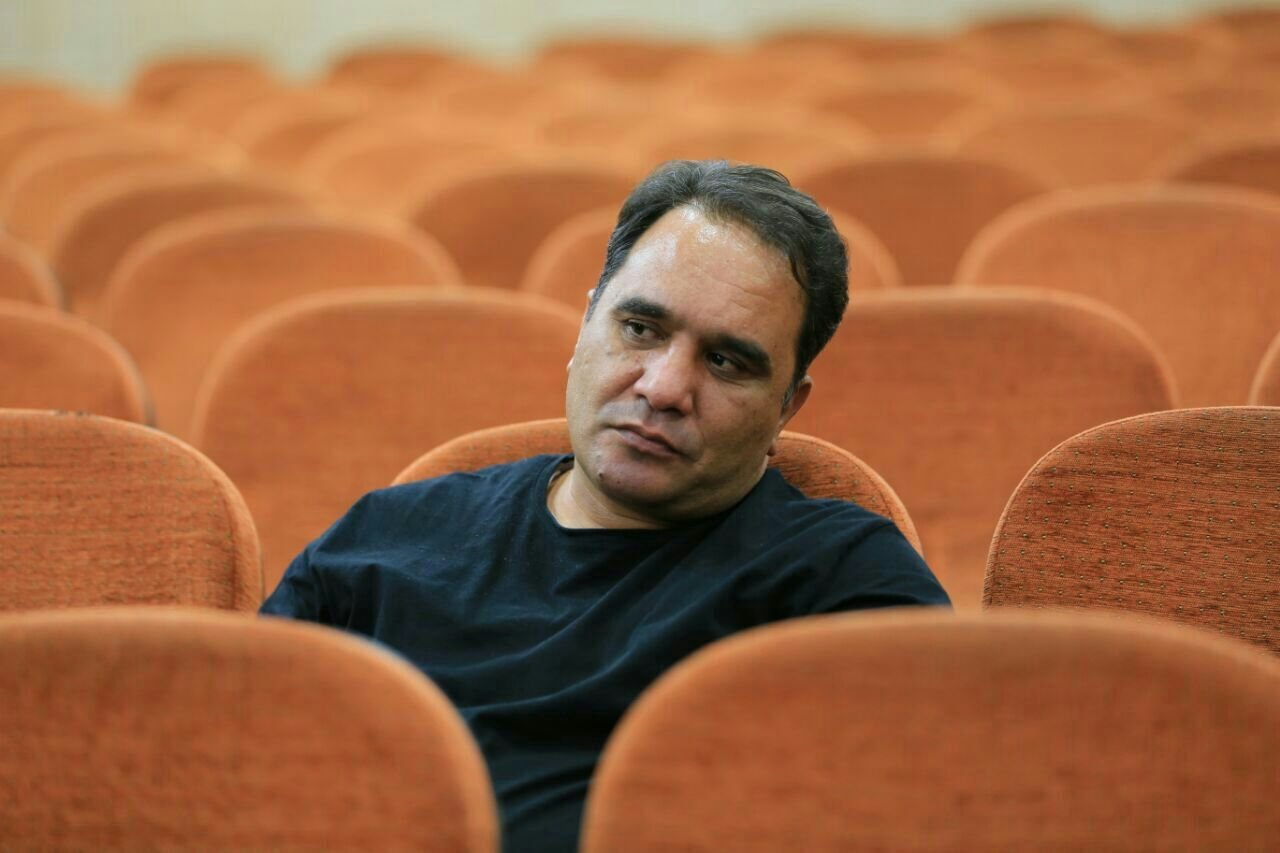
سعید محسنی نویسنده

سعید محسنی متولد سال ۱۳۵۵ در اصفهان، داستان‌نویس، نمایشنامه نویس، کارگردان تئاتر و مدرس است.
تحصیلات این نویسنده لیسانس کارگردانی تئاتر، از دانشگاه سوره اصفهان؛ ۱۳۸۱ـ فوق لیسانس کارگردانی تئاتر، از دانشگاه تربیت مدرس تهران؛ ۱۳۸۸ می‌باشد.

## آثار مکتوب داستانی و نمایشی
- «تکثیر نابهنگام یک پنجره که به چشم‌اندازی در گذشته باز می‌شد» داستان نشر چشمه۱۴۰۲
- «برسد به دست لیلا حاتمی» داستان نشر چشمه ۱۳۹۹
- «نهنگی که یونس را خورد هنوز زنده است» داستان نشر چشمه ۱۳۹۶
- «ردپا اگر ماندنی بود کسی راه خانه‌اش را گم نمی‌کرد» نمایشنامه نشر بوتیمار ۱۳۹۵
- «مردی که کت شلوار راه راه سیاه و سفید می‌پوشید» نمایشنامه فصل‌نامه پایاب ۱۳۹۰
- «پاسگاه خالی است» نمایشنامه فصل‌نامه نمایشنامه ۱۳۸۹
- «دختری که خودش را خورد» داستان نشر چشمه ۱۳۸۹
- «آوازی برای سنجاقک‌های مرده» داستان نشر خورشید ۱۳۸۱
- «کاپیتان بابک».داستان.کمیته فرهنگ شهروندی.۱۳۹۶

## آثار در مقام نمایشنامه‌نویس و کارگردان تئاتر
- "کُلاغ‌ها* تالار فرشچیان 1398  [پیوند مرده]
- "دختران بابا آنتوان" تالار هنر1396 [پیوند مرده] بایگانی‌شده  در ۶ ژانویه ۲۰۱۸ توسط Wayback Machine[پیوند مرده] بایگانی‌شده  در ۱۰ سپتامبر ۲۰۱۸ توسط Wayback Machine
- "ردپا اگر ماندنی بود" تالار هنر ۱۳۹۴
- "فرنگیس" تالار اندیشه ۱۳۸۰
- "وقتی که قرص ماه کامل می‌شود" سالن سوره ۱۳۷۷

## آثار در مقام کارگردان تئاتر
- «آنتروپی» دانشگاه اصفهان ۱۳۹۷

## سوابق تدریس
- مدرس سینما و تئاتر در دانشگاه سپهر و فرهنگ و هنرستان هنر های زیبای اصفهان و مدارسی مانند نمونه دولتی گلستان باغبهادران
- مدرس انجمن سینمای جوان
- مدرس کارگاه‌های فوق برنامه دانشگاه اصفهان و دانشگاه صنعتی اصفهان
- تدریس و داوری در حوزه فیلم کوتاه دفتر تخصصی سینما شهرداری اصفهان

## سوابق اجرایی
- کارشناس امور فرهنگی آموزش پرورش
- داوری در حوزه فیلم کوتاه دفتر تخصصی سینما شهرداری اصفهان
- داوری جشنواره‌های تئاتری مثل جشنواره سراسری زاگرس نشینان
- دبیر ادبی سومین دوره جایزه ادبی جمالزاده
- جشنواره نمایش‌های کمدی اصفهان
- جشنواره تئاتر جوان
- جشنواره سراسری نمایشنامه‌نویسی کودک و نوجوان
- عضو دفتر تخصصی تئاتر شهرداری اصفهان
- عضو انجمن نمایشنامه‌نویسان خانه تئاتر
- عضو انجمن بین‌المللی تئاتر کودک و نوجوان (استیژ)